# Bisbee (Dakota del Nord)
Bisbee és una població dels Estats Units a l'estat de Dakota del Nord. Segons el cens del 2000 tenia 167 habitants.

## Demografia
Segons el cens del 2000, Bisbee tenia 167 habitants, 82 habitatges, i 39 famílies. La densitat de població era de 238,8 hab./km².
Dels 82 habitatges en un 22% hi vivien nens de menys de 18 anys, en un 41,5% hi vivien parelles casades, en un 6,1% dones solteres, i en un 52,4% no eren unitats familiars. En el 48,8% dels habitatges hi vivien persones soles el 26,8% de les quals corresponia a persones de 65 anys o més que vivien soles. El nombre mitjà de persones vivint en cada habitatge era de 2,04 i el nombre mitjà de persones que vivien en cada família era de 3,05.
Per edats la població es repartia de la següent manera: un 22,2% tenia menys de 18 anys, un 6% entre 18 i 24, un 21,6% entre 25 i 44, un 26,3% de 45 a 60 i un 24% 65 anys o més.
L'edat mediana era de 45 anys. Per cada 100 dones de 18 o més anys hi havia 88,4 homes.
La renda mediana per habitatge era de 30.000 $ i la renda mediana per família de 37.188 $. Els homes tenien una renda mediana de 21.875 $ mentre que les dones 12.292 $. La renda per capita de la població era de 17.610 $. Entorn del 15,4% de les famílies i el 13,7% de la població estaven per davall del llindar de pobresa.

## Poblacions més properes
El següent diagrama mostra les poblacions més properes.